# کوین دورند
کوین سرژ دورَند (انگلیسی: Kevin Serge Durand؛ زادۀ ۱۴ ژانویه ۱۹۷۴) بازیگر کانادایی است. او بیشتر به خاطر ایفای نقش واسیلی فت در دگردیسی، جاشوآ در فرشته تاریکی، مارتین کیمی در لاست، فرد دوکس / بلاب در خاستگاه مردان ایکس: ولورین، بری برتون در رزیدنت ایول: قصاص، جبرئیل در لژیون، جان در رابین هود، جیوز ترمور در آس‌های دودی، کارلوس در اثر پروانه‌ای و پروکسیموس سزار در پادشاهی سیاره میمون‌ها شناخته شده‌است.

## اوایل زندگی
کوین سرژ دورند ۱۴ ژانویه ۱۹۷۴ در ثاندر بی، انتاریو متولد شد. او تبار فرانسوی-کانادایی دارد.

## زندگی شخصی
دورند در ۱ اکتبر ۲۰۱۰ با دوست‌دختر دیرینه خود ساندرا چو ازدواج کرد. آن‌ها دو دختر دارند.

## فیلم‌شناسی

### فیلم
| سال  | عنوان                               | نقش             | توضیحات |
| ---- | ----------------------------------- | --------------- | ------- |
| ۱۹۹۹ | آستین پاورز: جاسوسی که مرا تکان داد | بازوکا          |         |
| ۱۹۹۹ | معما، آلاسکا                        | لین             |         |
| ۲۰۰۲ | کی-۹: پی.آی.                        | مأمور ورنر      |         |
| ۲۰۰۴ | اثر پروانه‌ای                        | کارلوس          |         |
| ۲۰۰۴ | اسکوبی-دو ۲: هیولا رهاشده           | شبح شوالیه سیاه |         |
| ۲۰۰۴ | سربلند                              | بوث             |         |
| ۲۰۰۶ | خانه مامان بزرگ ۲                   | اوشیما          |         |
| ۲۰۰۶ | آس‌های دودی                          | جیوز ترمور      |         |
| ۲۰۰۷ | گرازهای وحشی                        | رد              |         |
| ۲۰۰۷ | ۳:۱۰ به یوما                        | تاکر            |         |
| ۲۰۰۸ | پژواک                               | والتر           |         |
| ۲۰۰۸ | موجودات بالدار                      | بازرگان         |         |
| ۲۰۰۹ | خاستگاه مردان ایکس: ولورین          | فرد دوکس / بلاب |         |
| ۲۰۱۰ | لژیون                               | جبرئیل          |         |
| ۲۰۱۰ | رابین هود                           | جان کوچولو      |         |
| ۲۰۱۱ | من شماره چهار هستم                  | فرمانده ماگادور |         |
| ۲۰۱۱ | فولاد ناب                           | ریکی            |         |
| ۲۰۱۲ | جهان‌شهر                             | توروال          |         |
| ۲۰۱۲ | رزیدنت ایول: قصاص                   | بری برتون       |         |
| ۲۰۱۲ | حقیقتی تلخ                          | تور             |         |
| ۲۰۱۳ | گره شیطان                           | جان مارک بایرز  |         |
| ۲۰۱۳ | ایستگاه فروتویل                     | افسر کاروسو     |         |
| ۲۰۱۳ | ابزارهای مرگبار: شهر استخوان‌ها      | امیل پاننگبورن  |         |
| ۲۰۱۴ | افسانه زمستان                       | سزار            |         |
| ۲۰۱۴ | نوح                                 | عوج             |         |
| ۲۰۱۴ | اسیر                                | میکا            |         |
| ۲۰۱۷ | دختران شرور                         | لوول اورسن لمان |         |
| ۲۰۱۸ | بزرگتر                              | بیل هاوک        |         |
| ۲۰۱۸ | تیک پوینت                           | مارکوس          |         |
| ۲۰۱۹ | بدوی                                | ریچارد لوفلر    |         |
| ۲۰۲۳ | خطرناک                              | کول             |         |
| ۲۰۲۴ | ابیگیل                              | پیتر            |         |
| ۲۰۲۴ | پادشاهی سیاره میمون‌ها               | پروکسیموس سزار  |         |

### تلویزیون
| سال       | عنوان                  | نقش                         | توضیحات                                                 |
| --------- | ---------------------- | --------------------------- | ------------------------------------------------------- |
| ۲۰۰۰      | بخش فوریت‌های پزشکی     | آقای مونی                   | قسمت: «مریخ حمله می‌کند»                                 |
| ۲۰۰۰      | دروازه ستارگان اس‌جی-۱  | لرد زیپاکنا                 | ۳ قسمت                                                  |
| ۲۰۰۰–۲۰۰۱ | گدایان و انتخاب‌کنندگان | کلیف                        | ۶ قسمت                                                  |
| ۲۰۰۱–۲۰۰۲ | فرشته تاریکی           | جاشوآ                       | ۱۴ قسمت                                                 |
| ۲۰۰۲      | ربوده‌شده               | بلوک بی‌خانمان               | مینی‌سریال                                               |
| ۲۰۰۳      | مرده مثل من            | چاک                         | قسمت: «صبح‌های یکشنبه»                                   |
| ۲۰۰۳      | تارزان                 | گرگوری کریل / ترور ویدون    | قسمت: «آغازین»                                          |
| ۲۰۰۴      | دختر خداحافظی          | ارل                         | فیلم تلویزیونی                                          |
| ۲۰۰۴      | لمس پلیدی              | مأمور جی                    | ۱۲ قسمت                                                 |
| ۲۰۰۵      | سی‌اس‌آی                 | کانر دالی                   | قسمت: «طبیعت بی‌جان»                                     |
| ۲۰۰۶      | کایل ایکس‌وای           | افسر پلیس                   | قسمت: «آغازین»                                          |
| ۲۰۰۶      | بدون هیچ ردی           | تراویس هولت                 | قسمت: «کار از کار گذشته»                                |
| ۲۰۰۷      | سی‌اس‌آی: میامی          | مایک                        | قسمت: «پسر خطرناک»                                      |
| ۲۰۰۷      | کوسه                   | ریک                         | قسمت: «بدون محدودیت»                                    |
| ۲۰۰۸–۲۰۱۰ | لاست                   | مارتین کیمی                 | ۱۱ قسمت                                                 |
| ۲۰۱۰      | بابای آمریکایی!        | مأمور سیا                   | قسمت: «روستر بزرگ فضایی»                                |
| ۲۰۱۴–۲۰۱۷ | دگردیسی                | واسیلی فت                   | ۴۱ قسمت                                                 |
| ۲۰۱۵–۲۰۱۶ | وایکینگ‌ها              | هاربارد                     | ۶ قسمت                                                  |
| ۲۰۱۷–۲۰۱۸ | ولترون: محافظان کهکشان | پادشاه زارکون / فرمانده مار | صدا                                                     |
| ۲۰۱۸      | فوتبالیست‌ها            | ورنر تامپسون                | ۶ قسمت                                                  |
| ۲۰۱۹      | سوامپ تینگ             | جیسون وودرو / فلورونیک من   | ۱۰ قسمت                                                 |
| ۲۰۱۹      | قاتلان وو              | جیمز باکستر / زمین وو       | قسمت: «میراث»                                           |
| ۲۰۲۱–۲۰۲۲ | لاک و کلید             | فدریک گیدئون                | نقش تکرارشونده (فصل ۲؛ ۳ قسمت) نقش اصلی (فصل ۳؛ ۸ قسمت) |
| ۲۰۲۲–۲۰۲۳ | پانتئون                | آنسی                        | صدا                                                     |